# Маконохи, Александр
Александр Маконохи (англ. Alexander Maconochie, при рождении M'Konochie, сменил написание фамилии в 1832 году; 11 февраля 1787 года, Эдинбург — 25 октября 1860 года, Morden) — шотландский морской офицер, географ, тюремный реформатор.
Рыцарь Королевского Гвельфского Ордена.

## Биография
С 1803 года добровольцем поступил в Королевский военно-морской флот Великобритании. Мичман (1804).
Участник Наполеоновских войн, военнопленный в 1810—1814 годах. Участник Англо-американской войны, принимал участие в битве за Новый Орлеан. С 1815 года в резерве.
В 1815—1828 годах жил в Эдинбурге, в 1928 году переехал в Лондон.
Один из основателей и первый секретарь Королевского географического общества в 1830 году.
С 1833 года первый профессор географии в Лондонском университете.
В 1836 году в качестве личного секретаря своего друга сэра Джона Франклина оставил Англию переехав в Хобарт.
В 1840—1844 годах начальник тюремной колонии на острове Норфолк.
В 1844 году вернулся в Англию.
В 1849—1851 годах начальник тюрьмы в Бирмингеме.
В 1855 году уволен из Королевского военно-морского флота Великобритании в звании капитана.
С 1822 году был женат на Мэри Хаттон-Браун.

## Пенолог
В тюрьмоведении усовершенствовал на практике и теоретически системно изложил идею условно-досрочного освобождения.
Писал:
«Я уверен что правильными методами можно исправить любого преступника. Интеллектуальные способности человека быстро восстанавливаются, если направлять его мысли в правильное русло, обращаться с ним гуманно и не лишать его надежды».